# Winonaïta
Les winonaites són un grup de meteorits de la classe de les acondrites primitives. Com totes les acondrites primitives, les winonaites comparteixen similituds amb les condrites i amb les acondrites. Mostren signes de metamorfisme, fusió parcial, bretxes i còndrules relíquia. La seva composició química i mineralògica es troba entre les condrites H i E.

## Història
El grup de les winonaites porta el nom de l'espècimen tipus, el meteorit Winona. El nom d'aquest va derivar de la localitat de Winona, a Arizona, on es va trobar l'espècimen tipus durant una excavació arqueològica dels Sinagua a Pueblo Elden, en el mes de setembre de 1928. Els Sinagua van viure al poblat entre l'any 1150 i el 1275. Es diu que el meteorit va ser recuperat de la cista d'una de les habitacions; però un estudi posterior indica que el meteorit es va trobar en un altre lloc de Sinagua, i no aquest poble. Actualment, 25 meteorits estan inclosos en aquest grup.

## Descripció
Les Winonaites són acondrites que tenen una composició química i mineral similar a les condrites. Les seves proporcions isotòpiques són similars a les inclusions de silicats en meteorits IAB. En la secció prima, els grans de minerals mostren microstructures d'un gran metamorfisme tèrmic i signes de fusió parcial. Alguns exemplars de winonaites semblen tenir còndrules relíquia.

## Cos progenitor
Les winonaites i els dos grups de meteorits de ferro IAB i IIICD es consideren derivats del mateix cos progenitor. Els meteorits de ferro formaven part del nucli del planeta i les winonaites estaven més a prop de la superfície. El raonament és que les inclusions de silicats en els meteorits de la IAB són similars a les de winonaites, especialment en les seves proporcions d'isòtops d'oxigen. És menys clar si els meteorits IIICD també formen part d'aquest cos primari. Les winonaites mostren que el cos progenitor es va veure afectat per impactes que van formar bretxes de diferents litologies. Més tard, aquestes bretxes es van escalfar i les edats radiomètriques Ar-Ar van restringir el metamorfisme en el cos progenitor entre 4,40 i 4,54 mil milions d'anys. El cos progenitor també va arribar a temperatures en què es va produir la fusió parcial. Les edats d'exposició a rajos còsmics mostren que els meteorits van trigar entre 20 i 80 milions d'anys a arribar a la Terra.